# Цуњ
Цуњ (итал. Cugni) је насеље које припада Граду Бузету у Истарској жупанији, у Хрватској. Налази се на пола пута између Бузета и Роча.

## Становништво
Према задњем попису становништва из 2001. године у насељу Цуњ живело је 17 становника који су живели у 5 породичних домаћинстава.
Кретање броја становника по пописима 1857—2001.
| година пописа  | 1857. | 1869. | 1880. | 1890. | 1900. | 1910. | 1921. | 1931. | 1948. | 1953. | 1961. | 1971. | 1981. | 1991. | 2001. |
| бр. становника | 129   | 140   | 46    | 48    | 41    | 54    | 0     | 0     | 64    | 58    | 36    | 16    | 12    | 16    | 17    |

Напомена:Исказано под именом Пзуњ од 1869. до 1900. и Чуњ у 1910. У 1921. и 1931. подаци су садржани у насељу Бузет. У 1857. и 1869. садржи податке за насеље Селца и део података за насеља Страна и Свети Иван.